# Usa (přítok Pečory)
Usa (rusky Уса, rusky Усва) je řeka v Komijské republice v Rusku. Je 565 km dlouhá. Povodí má rozlohu 93 600 km².

## Průběh toku
Vzniká soutokem Velké a Malé Usy, které pramení na svazích Polárního Uralu. Teče především bažinatou nížinou a protíná Černyšjovův val. Ústí zprava do Pečory.

## Vodní režim
Zdrojem vody jsou sněhové a dešťové srážky. Nejvyšších vodních stavů dosahuje na horním toku od května do září a na dolním toku do srpna. Průměrný roční průtok vody ve vzdálenosti 91 km od ústí činí 1070 m³/s a v ústí dosahuje 1310 m³/s. Maximální v červnu stoupá na 21 500 m³/s a minimální v dubnu klesá na 43,9 m³/s. Zamrzá v říjnu až v první polovině listopadu a rozmrzá v květnu až v červnu.

## Využití
Vodní doprava je možná do vzdálenosti 325 km od ústí. Významnými přístavy jsou Abez, Petruň, Makaricha a Usť-Usa. V povodí řeky je naleziště kamenného uhlí nazývané Pečorský uhelný revír.